# رومولوس بارال
رومولوس بارال (بالبرتغالية: Romulo Barral؛ مواليد 3 مايو 1982) هو منافس في الجيو جيتسو البرازيلية.

## وصلات خارجية
- رومولوس بارال على موقع شيردوغ (الإنجليزية)